# Берёзовка 1-я (Волгоградская область)
Берёзовка 1-я — хутор в Новоаннинском районе Волгоградской области России, административный центр Берёзовского сельского поселения. Хутор расположен на правом берегу реки Бузулук в 11 км от города Новоаннинский
Население — 698 (2010)

## История
Активное заселение прибрежья Бузулука проходило с конца XVII — начала XVIII веков. Берёзов городок впервые упомянут в 1634 году в Уставе о пограничной службе. В 1684 году образована станицы Берёзовская.
В 1850-х на Бузулуке было упразднено несколько станиц и образованы новые станицы и слободы. В результате объединения станиц Черновской и Берёзовской была образована новая станица Аннинская, станица Берёзовская стала хутором Берёзовским. Согласно Списку населённых мест Земли Войска Донского в 1859 года на хуторе Берёзовский станицы Аннинской Хопёрского округа Земли Войска Донского проживали 410 мужчин и 470 женщин.
Согласно переписи населения 1897 года на хуторе проживали 592 мужчины и 586 женщин, из них грамотных: мужчин — 240, женщин — 39.
Согласно алфавитному списку населённых мест Области Войска Донского 1915 года земельный надел хутора составлял 5259 десятин, здесь проживало 624 мужчины и 634 женщины, имелись хуторское правление, Троицкая церковь и церковно-приходская школа.
С 1928 года хутор Берёзовка 1-я в составе Новоаннинского района Хопёрского округа (упразднён в 1930 году) Нижне-Волжского края (с 1934 года — Сталинградского края). В 1935 году включён в состав Бударинского района Сталинградского края (с 1936 года Сталинградской области, с 1954 по 1957 год район входил в состав Балашовской области). В 1960 году в связи с упразднением Бударинского района хутор вновь включён в состав Новоаннинского района

## Общая физико-географическая характеристика
Хутор находится в лесостепи, в пределах Хопёрско-Бузулукской равнины, являющейся южным окончанием Окско-Донской низменности, на правом берегу реки Бузулук. Центр хутора расположен на высоте около 90 метров над уровнем моря. В пойме Бузулука — пойменный лес. Почвы — чернозёмы обыкновенные (почвообразующие породы — пески), в пойме Бузулука — пойменные нейтральные и слабокислые.
Географическое положение
По автомобильным дорогам расстояние до областного центра города Волгоград составляет 260 км, до районного центра города Новоаннинский — 11 км.
Климат
Климат умеренный континентальный (согласно классификации климатов Кёппена — Dfb). Многолетняя норма осадков — 455 мм. В течение города количество выпадающих атмосферных осадков распределяется относительно равномерно: наибольшее количество осадков выпадает в июне — 51 мм, наименьшее в феврале — 25 мм. Среднегодовая температура положительная и составляет + 6,9 °С, средняя температура самого холодного месяца января −9,0 °С, самого жаркого месяца июля +21,8 °С.

## Население
Динамика численности населения по годам:
| 1859 | 1873 | 1897 | 1915 | 1987 | 2002 |
| ---- | ---- | ---- | ---- | ---- | ---- |
| 880  | 408  | 1178 | 1258 | ≈750 | 624  |

| 2010 |
| ---- |
| 698  |

## Транспорт
К хутору имеется подъезд от федеральной автодороги «Каспий» (2 км).